# هوهنمولزن
هوهنمولزن (بالألمانية: Hohenmölsen) هي بلدة ألمانية تقع في ألمانيا في ساكسونيا أنهالت.[بحاجة لمصدر]  يقدر عدد سكانها بـ 10,864 نسمة .

## المدن التوأمة
مدينة باد فرديريش شال هي مدينة توأمة لـهوهنمولزن.

## أعلام
- يورغ بومه
- ويلهلم باير